# ORMO

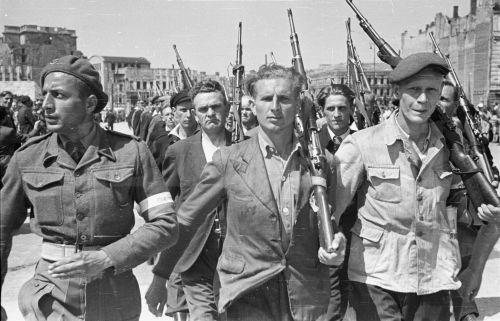
ORMO, Varsóvia, 1946

ORMO (em polonês/polaco:  Ochotnicza Rezerwa Milicji Obywatelskiej), ou Reserva Voluntária da Milícia Cidadã, foi uma organização paramilitar e brigada de apoio voluntário da polícia comunista, a Milícia Cidadã (MO). A ORMO foi fundada na República Popular da Polônia em 1946 e dissolvida em 1989 pelo Sejm após o colapso do bloco comunista na Europa Central e Oriental.
Em seu apogeu, a ORMO tinha aproximadamente 400.000 a 450.000 pessoas em suas reservas (ao mesmo tempo contava com até 600.000 voluntários civis), recrutados principalmente entre os membros do Partido Comunista dos Trabalhadores Unidos Poloneses (PZPR), fazendeiros, trabalhadores e também uma grande parcela de membros do Partido Popular Unido (ZSL), Partido Democrático (SD) e outros oportunistas não partidários prontos para a ação de rua. A ORMO esteve frequentemente envolvida em encenar e realizar prisões ilegais e espancamentos de manifestantes pacíficos (incluindo mulheres e jornalistas), como durante as manifestações públicas organizadas pelo Solidariedade com o objetivo de remover o governo comunista da Polônia.

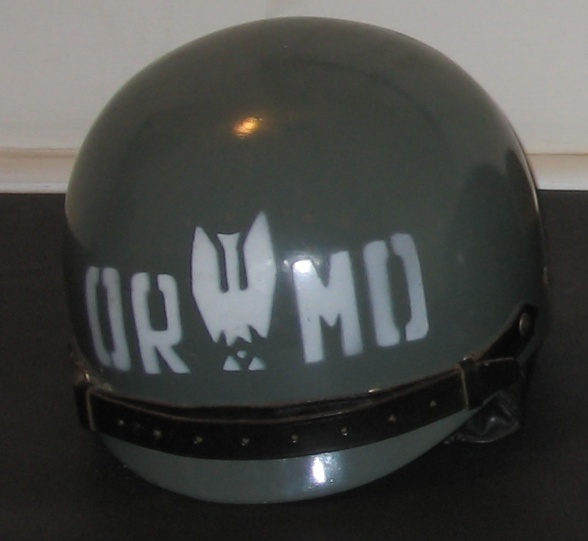
Capacete de membro da ORMO desde a vigência da lei marcial na Polônia